# Marc Kibong Mbamba
Marc Ghislain Kibong Mbamba (* 22. Juni 1988 in Douala) ist ein kamerunischer Fußballspieler.

## Karriere
Marc Kibong Mbamba kam in der kamerunischen Stadt Douala auf die Welt und begann hier mit dem Vereinsfußball.
Zur Spielzeit 2008/09 einigte er sich mit dem damaligen Zweitligisten Adanaspor und wechselte in die türkische TFF 1. Lig. Hier eroberte er sich auf Anhieb einen Stammplatz im Profi-Team. In der Spielzeit 2011/12 schaffte er es mit seiner Mannschaft bis ins Playoff-Finale der TFF 1. Lig. Im Finale unterlag man in der Verlängerung Kasımpaşa Istanbul 2:3 und verpasste somit den Aufstieg in die Süper Lig erst in der letzten Begegnung.
Nach fünf Jahren verließ Mbamba zum Sommer 2013 Adanaspor und wechselte in die Süper Lig zum Aufsteiger Torku Konyaspor. Für die Saison 2014/15 wurde er an den Zweitligisten Boluspor ausgeliehen.
Zur Saison 2017/18 wechselte er zum Zweitligisten MKE Ankaragücü. Nach 16 Einsätzen wechselte Mbamba innerhalb der Liga zu Denizlispor. Mit Denizlispor konnte er die Meisterschaft der TFF 1. Lig 2018/19 und den Aufstieg in die Süper Lig feiern. Im Oktober 2020 ging er dann weiter zu Ankaraspor in die zweite Liga. Dort wurde sein Vertrag im April 2021 nach nur drei Einsätzen und einer Verletzung wieder aufgelöst und Kibong Mbamba ist seitdem ohne neuen Verein.

## Erfolge
Mit Konyaspor
- TSYD-Ankara-Pokalsieger: 2013
- Tabellendritter der Süper Lig: 2015/16
- Türkischer Pokalsieger: 2016/17

Mit Denizlispor
- Meister der TFF 1. Lig und Aufstieg in die Süper Lig: 2018/19